# カトリック青方教会
カトリック青方教会（カトリックあおかたきょうかい）は、長崎県南松浦郡新上五島町（旧上五島町）にある、キリスト教（カトリック）の聖堂。

## 解説
もともとは大曽教会の巡回教会であったが、本来青方地区自体が上五島の中心をなしてきたことや世界初の洋上石油備蓄基地の操業もあり信徒数が急増、ついには青方小教区として分離独立を果たす。
現在の聖堂は2000年に献堂された。